# Stadtkapelle St. Georg (Arnsberg)

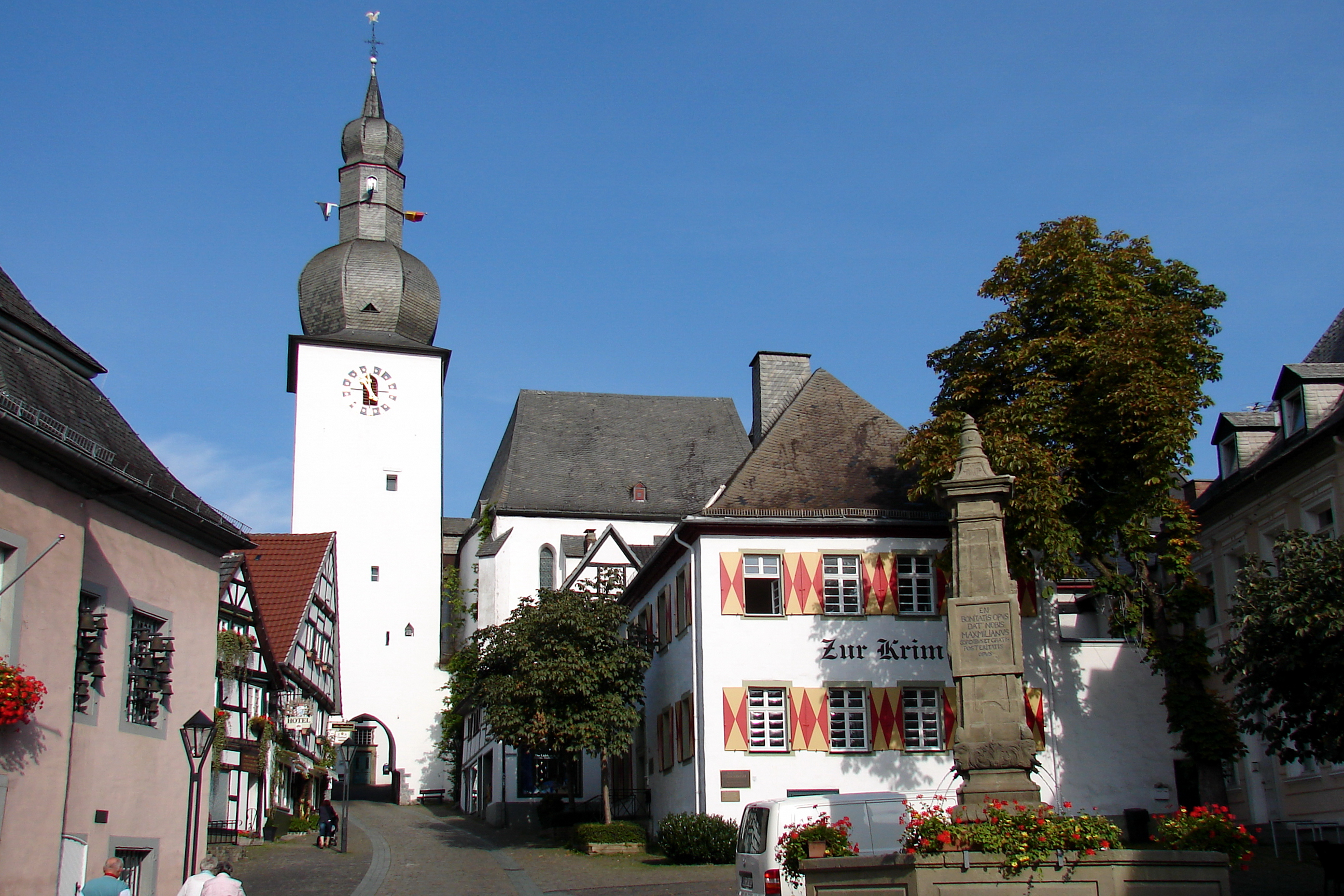
Glockenturm mit Stadtkapelle von Süden aus gesehen

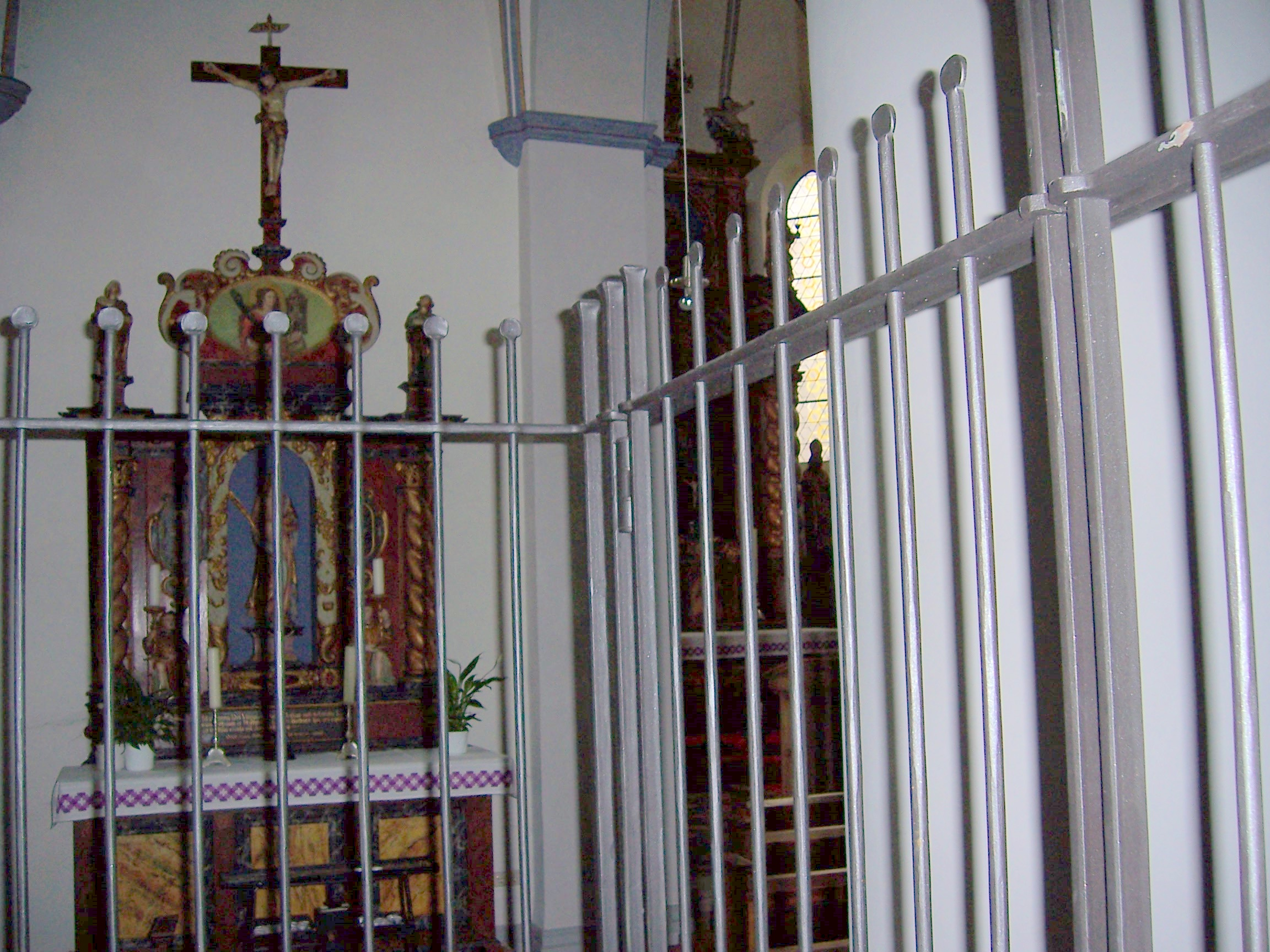
Linker Seitenaltar und Teilansicht Hochaltar

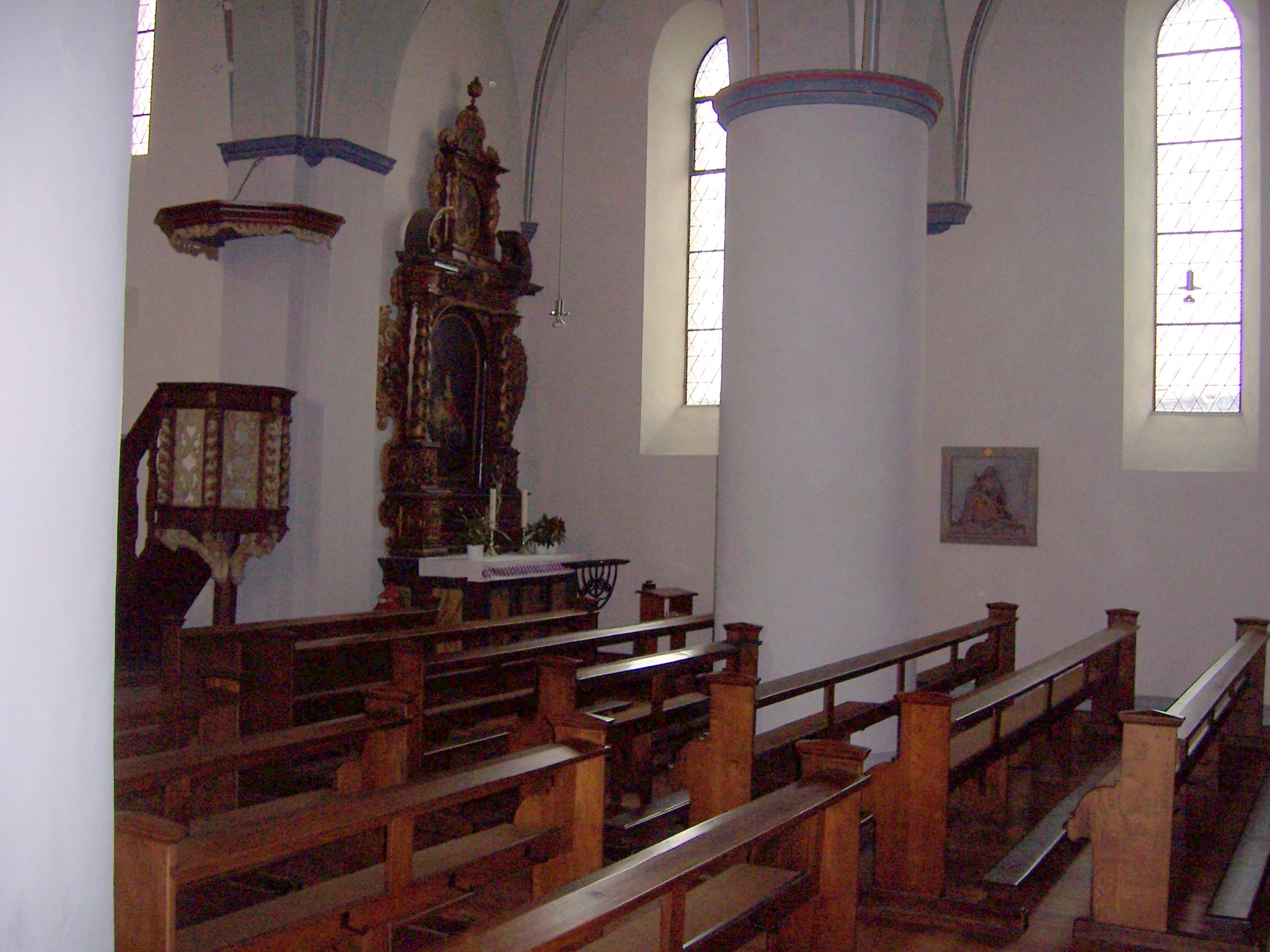
Rechter Seitenaltar und Kanzel

Die Stadtkapelle St. Georg ist eine katholische Kirche in der Altstadt von Arnsberg. Zu ihr gehört der Arnsberger Glockenturm als das Wahrzeichen der Stadt.

## Kirche
Eine erste Stadtkapelle bestand zweifellos bereits vor 1173. Bis dahin war sie eine Filialgemeinde der Urpfarrei in Hüsten. Danach waren die Prämonstratenser des Stifts Wedinghausen für die Seelsorge in der Stadt verantwortlich. Der heutige Bau stammt aus dem Jahr 1323. Er wurde im Stil einer frühgotischen Hallenkirche errichtet. Der Anbau einer Sakristei erfolgte 1730.
Die heutige Ausstattung stammt fast ausschließlich vom Ende des 17. Jahrhunderts und ist durchweg im barocken Stil ausgeführt. Die Neuausstattung wurde als Ersatz für die unter Gebhard Truchsess 1583 erfolgte Bilderstürmerei nötig. Neben dem Hauptaltar von Meister Johann Brune aus Menden mit Altarbildern von Ferdinand Wedemhove von 1692 stifteten die Landstände des Herzogtums Westfalens 1668 und der Bürgermeister Johan von Bilefeldt weitere Altäre.

## Glockenturm

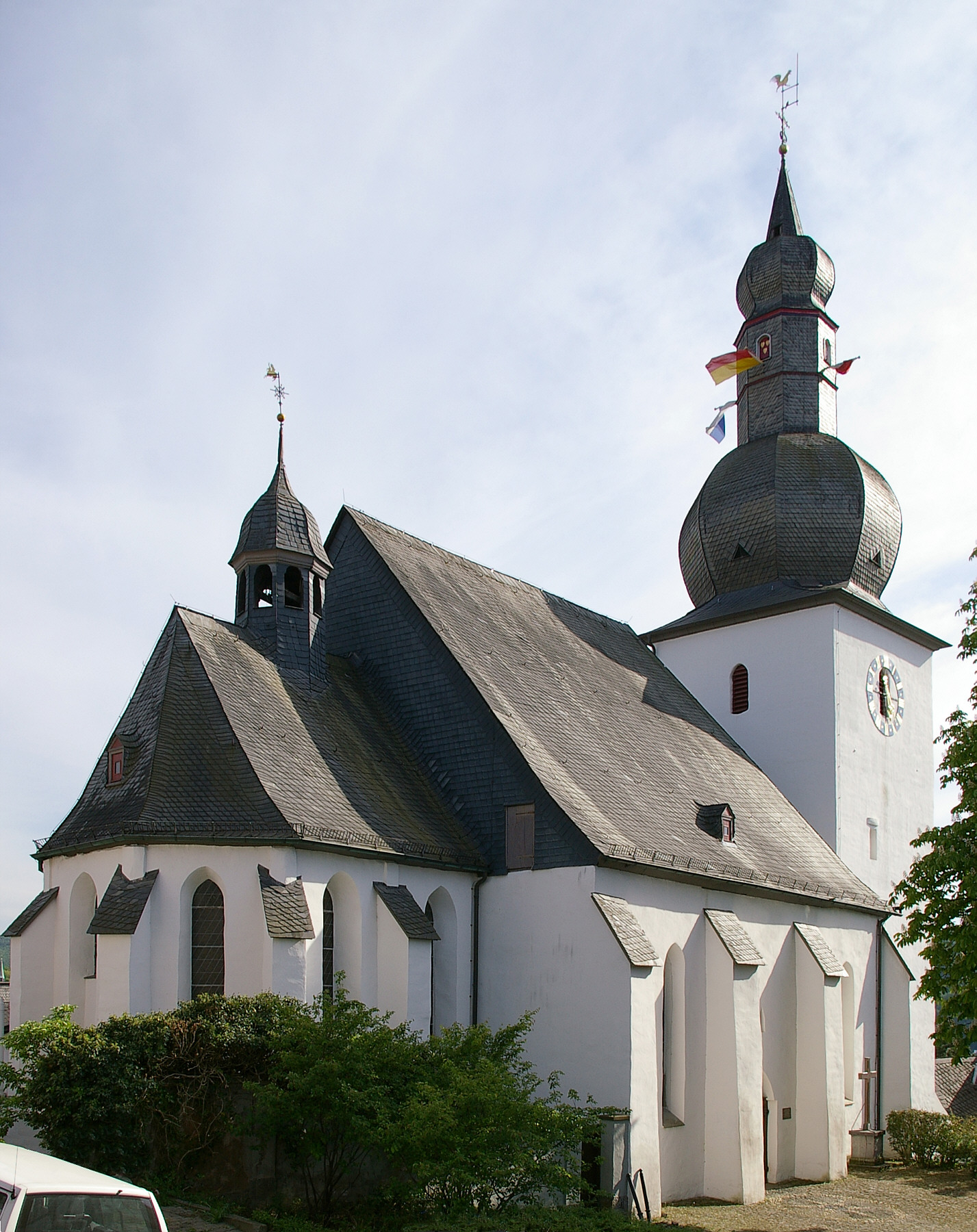
Stadtkapelle St. Georg (von Norden aus gesehen)

Der Glockenturm war in Torturm der ehemaligen Stadtbefestigung von Arnsberg und dient heute als Glockenturm der katholischen Stadtkapelle St. Georg.

Glockenturm

Der Turm gehört zu den ältesten Bauwerken der Stadt Arnsberg und bildete den südlichsten Wehr- und Torturm des ältesten Stadtteils. Diese Funktion nahm er ab etwa 1170 ein. Erste schriftliche Erwähnung findet er in einer Urkunde des Grafen Gottfried III. aus dem Jahr 1236 (oder 1238), in dem es um die Erweiterung des Stadtareals in Richtung des Stifts Wedinghausen ging.
Mit der Ausführung dieses Plans verlor der Turm seine Funktion als Wehrturm und diente nur noch als innerstädtisches Tor.
Eine neue Funktion bekam der Turm nach dem Einsturz der alten Stadtkapelle. An deren Stelle wurde die heutige Kapelle als der einzige innerstädtische Kirchenbau 1323 errichtet. Der unmittelbar angrenzende Turm dient seither als Glockenturm. Abgesehen von der Haube, blieb die Gestalt des dem frühgotischen Stils zuzurechnenden Turms bis heute weitgehend unverändert. Die Turmspitze bestand über Jahrhunderte aus einem zeltartigen Dach mit vier kleinen Ecktürmen.
Nach dem großen Stadtbrand von 1600 wurde er in der alten Gestalt durch den „Turmmeister“ Hermann von Plettenberg wieder errichtet. Nach dem erneuten Brand von 1709 verzögerte sich die Wiederherstellung bis 1723. Erst zu diesem Zeitpunkt erhielt der Turm seine barocke Zwiebelhaube, die bis 1945 erhalten blieb. Nach einem Feuer im Turm wurde die Haube zerstört und erst 1948 nicht zuletzt durch die Beschaffung der notwendigen Baumaterialien durch Regierungspräsident Fritz Fries erneuert. Nach dem Zweiten Weltkrieg wurde auch anstatt des 1937 aufgesetzten Hakenkreuzes der Turmhahn aus dem Jahr 1830 wieder installiert.

## Glocken
Der Glockenturm beherbergt zwei historische Bronzeglocken:
- 1. Marienglocke, Ton g′, Gussjahr 1767 (Stundenschlag der Uhr)
- 2. Georgsglocke, Ton a′, Gussjahr 1639 (Viertelstundenschlag der Uhr)

Glocke des Dachreiters der Stadtkapelle:
Ton a″, 45 kg, Gussjahr 1517 oder 1616 (unklares Chronogramm der Inschrift)